# 説教師
説教師（せっきょうし）とは、日本仏教での説教を専門とする役職を総称したものである。各宗門で呼称には細かな違いがある。説教は仏教伝来の古より行われ、長い歴史を持つ。落語の祖「安楽庵策伝」もその一人である。

## 概要
ことばに抑揚をつけて行う説教（説経）は6世紀の仏教伝来以来古くから行われていたとされ、特に平安時代末期から鎌倉時代にかけてあらわれた安居院流（あぐいりゅう）と寛元年間（1243年-1247年）に園城寺の定円がおこしたといわれる三井寺流が節付説教（唱導）の二大流派として成立した。
「説経」が、伴奏楽器を鳴らし、あるいは踊りをともなったりして説経節や説経浄瑠璃などとして芸能化していくのに対し、「唱導」の方は必ずしもただちに芸能化せず、説教（法話）のかたちでのこったと考えられる。しかし、この説教と説経節・ちょんがれとが結びついて中世の「節付説教」、さらに近世の「節談説教」へと発展していった。節談説教は、江戸時代において民衆の娯楽となったいっぽう、浪曲・講談・落語など近世成立の諸芸能の母体となったが、これももともと唱導が音韻抑揚の節をもっていたことに由来すると考えられる。
明治期まで説教師の役割は持続し、全国各地の説教所を巡業する人気の説教師もいた。節談説教は、上述の話芸全般の母体となったが、同時にその分化が進む過程で、布教純化の点から主流派から疎まれる存在となり、昭和以降は衰亡が目立った。昭和期の名人上手に祖父江省念師がいる。

### 音声資料
- 小沢昭一『また又日本の放浪芸 節談説教 小沢昭一が訪ねた旅僧たちの説法』 ビクター、1999、VICG-60243〜48

## 関連事項
- 歌説経
- 門説経
- 平曲
- 説経節
- 節談説教
- 祭文
- ちょんがれ
- 阿呆陀羅経